# 겐다 텟쇼
겐다 텟쇼(일본어: 玄田 哲章 げんだ てっしょう[*], 1948년 5월 20일 ~ )는 일본의 성우, 배우, 내레이터. 오시이 마모루가 처음으로 찍은 실사 영화인 붉은 안경에서, 동료 성우인 타나카 히데유키, 치바 시게루 등과 함께 등장한다. 이 영화에서 겐다 텟쇼는 악인을 맡았다. 오시이와는 데뷔작인 《과학닌자대 갓챠맨》부터 작품을 같이 한 사이로 오시이 연출 작품에는 빠짐없이 참여하고 있다. 《곰돌이 푸》에서 티거 역을 비롯해서 의외로 디즈니에 조연으로 많이 등장한다.
특유의 중후한 목소리와 연기가 압권이며, 외화 더빙을 무척 많이 했다. 거기서도 아놀드 슈워제네거나 실베스터 스탤론처럼 근육질인 배우를 자주 맡는다. 게다가 아놀드 슈워제네거는 거의 전담이라서, 캘리포니아 주에서 제작한 일본 대상 관광 홍보 비디오 '캘리포니아주 관광국 뭐든지 알리포니아 캘리포니아'에 출연한 주지사 슈워제네거의 목소리를 연기했다. 애니메이션에서 그가 연기하는 캐릭터들 중에도 그와 비슷한 캐릭터들이 많다(도구로 동생, 에도마에 등). 여러 모로 한국 성우인 이정구랑 비슷하다. 슈워제네거나 스탤론, 옵티머스 프라임 말고도 겹치는 배역도 많고, 심지어 생일은 둘 다 5월 20일이다.

## 작품
- 금색의 갓슈!!
- 따끈따끈 베이커리
- 백수왕 고라이온
- 닌자 거북이
- 황금용자 골드란
- 짱구는 못말려
  - 극장판 짱구는 못말려: 격돌! 낙서왕국과 얼추 네 명의 용사들 (귀신중사)